# Enclave de Lado

Armes de l'enclave de Lado

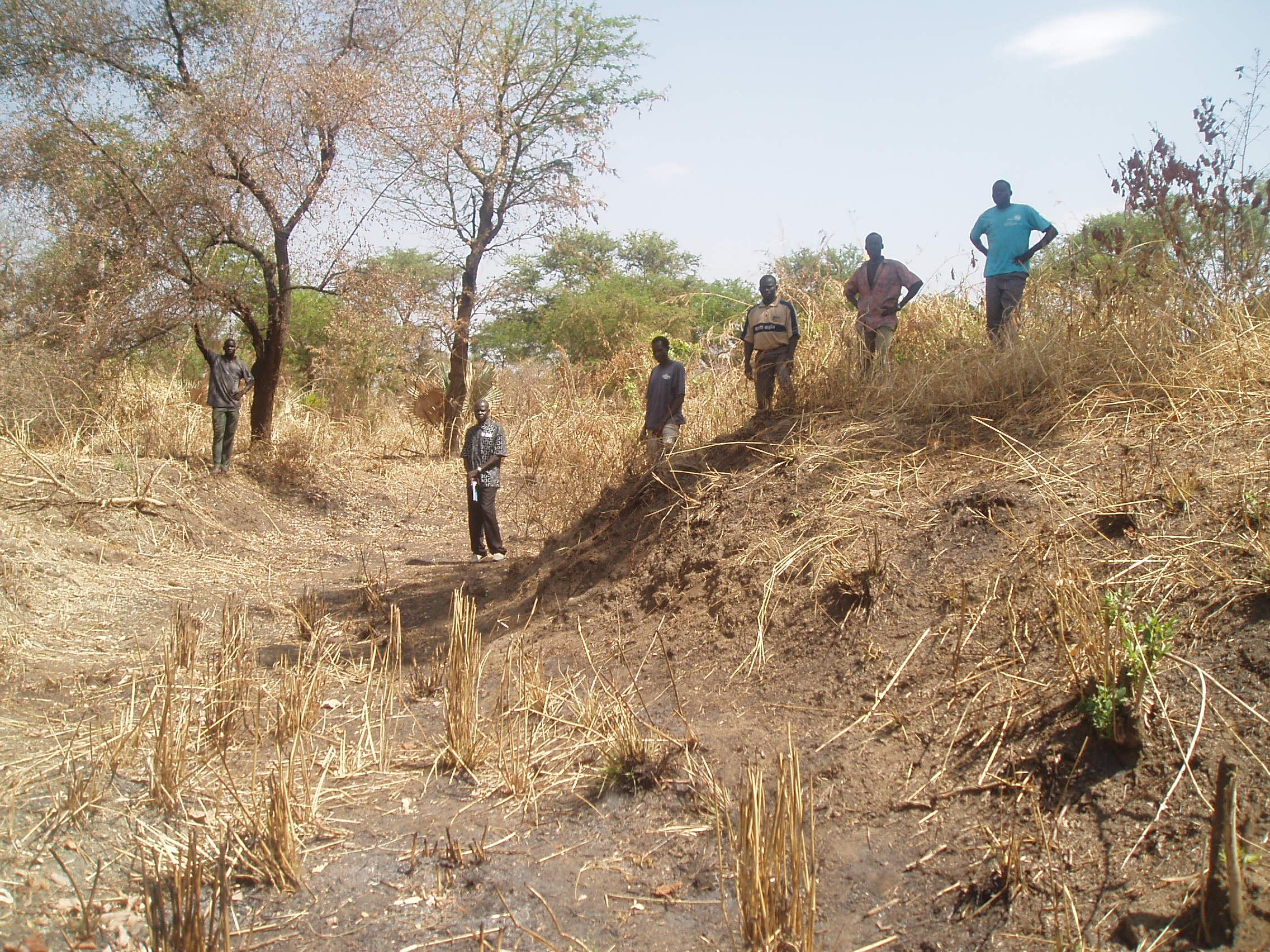
Les murs de Dufile, occupée par les Belges de 1902 à 1907

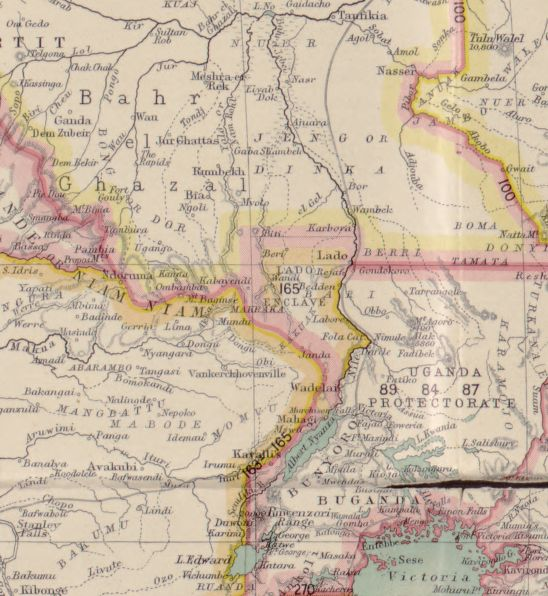
Carte de l'enclave de Lado

Pour les articles homonymes, voir Lado.
L'enclave de Lado ou enclave de Redjaf, parfois Soudan léopoldien, est un territoire qui fait actuellement partie du Soudan du Sud (essentiellement l'actuelle province d'Équatoria-Central) et de l'Ouganda, mais qui fut occupé de 1894 à 1910 par l'État indépendant du Congo. Le territoire comprenait notamment le site de l'actuelle capitale du Soudan du Sud, Djouba.

## Histoire
La région est historiquement habitée par les Lugbara, les Kakwa, les Bari, et les Moru. Elle devint partie de la province Egypto-Ottomane d'Equatoria, et fut pour la première fois visitée par des Européens en 1841/1842, devenant un lieu de récolte de l'ivoire et un centre d'esclavage. Lado, en tant que partie de la région de Bahr-el-Ghazal, se retrouva sous domination britannique, et Sir Samuel Baker mit en place une administration basée à Gondokoro. Il mit fin à l'activité locale de traite des esclaves et ouvrit la région au commerce.
Charles George Gordon succéda à Baker comme gouverneur d'Equatoria en 1874. Il choisit de fuir le climat inhospitalier de Gondokoro, et installa le centre administratif de la province plus au nord à un endroit qu'il appela Lado, avec un urbanisme inspiré des cantonnements indiens, avec des rues courtes, larges et ombragées. Gordon fit du développement économique local une priorité, avec des plantations de coton, de sésame et de durra. Bien que plus de 300 soldats fussent cantonnés dans la région, ses efforts pour y renforcer le contrôle britannique furent vains, et il abandonna le poste de gouverneur, en 1876, ne laissant que quelques garnisons le long du fleuve pour assurer le contrôle.
Emin Pacha fut nommé son successeur. Il développa les installations de défense, modernisa la ville de Lado, y fonda une mosquée, une école coranique et un hôpital. En 1881, la ville comptait quelque 5 000 tokuls (huttes de terre).
L'explorateur russe Wilhelm Junker parvint à Lado en 1884, fuyant la révolte mahdiste au Soudan, et rayonna dans la région pour ses explorations. Junker vanta la ville de Lado, en particulier pour ses murs de brique et ses rues accueillantes. Sous le régime mahdiste de la région, Lado tomba en désuétude, et Rejaf accueillit un établissement pénitentaire. Mais les récits de Junker alarmèrent l'opinion publique européenne de la précarité de la position d'Emin Pacha, coupé des communications vers le nord. Il fut évacué en 1889 par Henry Morton Stanley lors de son expédition de 1886 à 1889.

### Visées et contrôle par l'État indépendant du Congo
Par ailleurs, lorsque survint en 1881 au Soudan la révolte mahdiste contre l'occupation égyptienne, Léopold II de Belgique, souverain de l'État indépendant du Congo, vit là une occasion pour étendre ses territoires plus au nord jusqu'au Nil.
À partir de 1890, plusieurs expéditions furent montées pour occuper des territoires au nord-est du Congo. Guillaume Van Kerckhoven fut le premier à atteindre le Nil en 1891. La station de Ganda fut créée sur les bords du fleuve. Les Britanniques préférèrent négocier pour éviter que le territoire tombât aux mains de la France (la tension culmina avec la crise de Fachoda en 1898) et signèrent au nom de l'Égypte le 12 mai deux traités qui lui accordaient un territoire identifié sous le nom d’« enclave de Lado », comprenant le bassin du Nil au sud du 10e parallèle de latitude nord, par laquelle l'on pouvait accéder par le Nil congolais, et qui retournerait à la Grande-Bretagne à la mort de Léopold II,. En échange, Léopold s'engageait à céder une bande de terre entre les lacs lacs Albert et Tanganyika pour permettre le passage du chemin de fer Le Cap-Le Caire alors à construire. Le traité prévoyait également qu'au delà de l'enclave de Lado, l'entièreté du territoire de Bahr-el-Ghazal serait cédé à l'Etat indépendant du Congo. Les Britanniques estimaient qu'il faudrait longtemps avant que les Belges en puissent occuper effectivement le territoire.
Les préoccupations françaises à propos des ambitions léopoldiennes en Afrique les amenèrent à conclure le traité franco-congolais de 1894, signé le 14 août, par lequel Léopold II renonçait à tout droit d'occuper un territoire au nord du parallèle 5° 30" nord en échange de l'accord de propriété de Léopold sur la région de Lado Cependant, Léopold n'eut pas les moyens de lancer une expédition vers la région avant 1896 ; « une expédition qui était sans nul doute la plus importante expédition que l'Afrique aurait vu au XIXe siècle », dirigée par le baron Francis Dhanis. Le plan avoué était d'occuper l'enclave, avec comme réelle ambition d'atteindre Khartoum au nord, et de contrôler un territoire qui s'étendrait de l'océan Atlantique à l'océan Indien. Mais l'expédition se mutina en 1897 et tourna court.
Le territoire fut soustrait de la province soudanaise de Bahr el-Ghazal (la rivière des gazelles) et limité à la latitude 5° 30′ nord et à la longitude 30° est. Il s'étendait jusqu'à la rive ouest du Nil. Sa superficie était environ 39 000 km2 pour une population d'environ 250 000 personnes. Il comprenait la capitale Lado ainsi que Redjaf, port permettant l'accès vers l'aval du fleuve et qui fut le lieu de résidence des administrateurs coloniaux. Djouba, l'actuelle capitale du Soudan du Sud, sera établie entre ces deux localités, à proximité de Gondokoro. Dufile (actuellement en Ouganda, faisant face à Nimule), la place-forte construite par Emin Pacha en 1879, fut occupée à partir de 1902. Le poste le plus septentrional de l'enclave sur le Nil fut Kiro.
L'occupation effective n'intervint qu'en 1897. Louis Napoléon Chaltin s'établit durablement pour le compte de l'Etat indépendant du Congo à Bedden et à Redjaf, qu'il prit le 17 février 1897,. Chaltin ne put cependant aller plus au nord, malgré les instructions de pousser jusque Khartoum, ne disposant pas des moyens pour une telle expédition. Il choisit dès lors de fortifier Lado (que les Mahdistes avaient abandonné), Rejaf, Kiro, Loka, et Yei.
En janvier 1898, l’occupation du territoire de Lado se complète d’une organisation qui la fait rentrer dans le cadre administratif de l’Etat Indépendant du Congo. Le gouverneur général Félix Fuchs crée par arrêté un office notarial, un bureau de l’état-civil et un conseil de guerre à Lado.
En 1899, le Gouvernement britannique signifia qu'il estimait que l’État indépendant du Congo n'avait pas satisfait aux termes du traité de 1894, et qu'il n'y avait plus dès lors de revendication valable sur le territoire de Bahr-el-Ghazal. À l'époque de la signature du traité, l’État indépendant du Congo occupait Redjaf, et pouvait tacitement rester sur le territoire de l'enclave de Lado. « Bahr-el-Ghazal n'a jamais cessé d'être britannique, et toute extension de la sphère d'influence de l’État indépendant du Congo au delà des limites de l'enclave de Lado, sans autorisation du Gouvernement britannique, serait totalement injustifiable et considérée comme un acte de flibusterie».
En 1899, Léopold voulut annuler le traité franco-congolais afin d'étendre ses territoires plus au nord, mais les Britanniques s'y opposèrent, arguant de « sérieuses conséquences » si Léopold tentait d'étendre les limites de l'enclave.
En janvier 1900, des représentants de l'EIC furent découverts par une patrouille britannique dans des marécages au-delà des limites de l'enclave. Les autorités britanniques envisagèrent un moment une expédition militaire contre l'enclave en représailles.
Kiro était à l'origine un poste britannique, mais à la suite de la prise de possession de l'enclave, un nouveau poste fut établi a quelques kilomètres plus au nord, sur la rive ouest du Nil, également appelé Kiro. Cependant, en avril 1901, il s'avéra que ce nouveau poste se situait également sur le territoire de l'enclave, et on le déplaça de l'autre côté à Mongala Les Britanniques occupèrent et fortifièrent rapidement ce nouveau poste, avec un inspecteur, un officier de police, deux compagnies du bataillon soudanais sous les ordres d'un officier britannique, ainsi qu'une canonnière qui fut attachée à ce port.
En 1905, l'importance stratégique de l'enclave de Lado devint une évidence pour les Britanniques, qui envisagèrent alors d'échanger celle-ci contre une partie du  Bahr-el-Ghazal et décidèrent aussi de retirer leurs troupes des postes frontaliers. Ces postes furent directement occupés par les troupes de l’État indépendant du Congo, ce qui fut considéré comme « une sortie futile et désastreuse de Léopold dans son appétit pour des gains à terme. Ce qui eut pour conséquence immédiate une injonction ferme des Britanniques aux envahisseurs de se retirer vers le sud et une fermeture du Nil aux transports congolais ».
En mai 1906, les Britanniques annulèrent leur proposition pour le Bahr-el-Ghazal. Léopold refusa de son côté d'évacuer la région avant que le chemin de fer promis entre l'enclave de Lado et la frontière congolaise fût construit.
L'enclave de Lado était importante pour l’État libre du Congo car elle comprenait Rejaf, qui constituait un obstacle et un terminus pour les navires sur le Nil, du fait de rapides importants à ce niveau. Rejaf accueillit le siège administratif de l'enclave de 1897 à juin 1900. Des efforts furent déployés pour défendre Lado d'une éventuelle incursion d'une autre puissance coloniale, avec notamment douze canons lourds Krupp installés en novembre 1906.
Cependant, le devenir de l'enclave resta incertain du fait que celle-ci reviendrait aux Britanniques après la mort de Léopold, ce qui entrava son développement. Il en résulta une difficulté à créer un gouvernement effectif du territoire.
Il y eut par ailleurs des rumeurs de traces d'or, qui retinrent un intérêt pour l'enclave au début du siècle.

## Incorporation du territoire au Soudan anglo-égyptien
Le 10 juin 1910, à la suite de la mort de Léopold II de Belgique, le territoire devint officiellement une province du Soudan anglo-égyptien, dont le vétéran capitaine Chauncey Hugh Stigand fut nommé administrateur. En 1912, la partie sud du territoire fut cédée à l'Ouganda, à l'époque un protectorat britannique. En réalité cependant, après le décès de Léopold et le retrait de ses troupes, le Royaume-Uni négligea le territoire qui devint un no man's land. Les chasseurs d'ivoire en profitèrent et tuèrent la quasi-totalité des éléphants de l'enclave, au nombre estimé de 2 000, ce dont ils tirèrent de grands profits.
En 1912, le capitaine Harry Kelly des British Royal Engineers fut envoyé dans la région pour établir la frontière entre l'Ouganda et le Soudan, avec la perspective de réserver à l'Ouganda la partie sud du territoire de l'ancienne enclave, ce qui aurait permis une administration plus aisée, la partie nord restant administrée par le Soudan, laissant les secteurs navigables du Nil sous administration soudanaise. Ce qui fut concrétisé le 1er janvier 1914. La partie de l'enclave du Lado fut intégrée à l'Ouganda sous le nom de Nil-Occidental, connue pour être la patrie d'origine de Idi Amin.
Par la suite, le gouvernement soudanais délaissa Gondokoro, Kiro, Lado et Rejaf, qui se trouvèrent évincées de cartes plus récentes.

## Géographie
L'enclave avait une superficie d'environ 39 000 km2, une population d'environ 250 000 personnes, avec pour capitale Lado, qui était située à proximité de l'actuelle Djouba. Selon les termes du traité anglo-congolais de 1894, l'enclave était délimitée par une « ligne débutant à un point situé sur la côte ouest du lac Albert, juste au sud de Mahagi, jusqu'au point le plus proche de la frontière définie au paragraphe (a) de l'article précédent. Elle suivra ensuite la ligne de partage des eaux entre le Congo et le Nil jusqu'au 25e méridien de Greenwich, puis de ce méridien jusqu'à l'intersection avec le 10e parallèle, d'où elle se poursuivra le long de ce parallèle jusqu'à un point à déterminer au nord de Fachoda. Elle suivra alors le thalweg du Nil vers le sud jusqu'au lac Albert, et la côte orientale jusqu'au point précédemment indiqué au sud de  Mahagi ».
Le territoire enclavé était bordé au nord par la province de Bahr-el-Ghazal du Soudan anglo-égyptien, et à l'est par le Nil. Les bancs de sable instables du Nil menaient à des îles qui formaient les limites de l'enclave, que le Soudan modifia régulièrement et qui engendraient des difficultés de navigation.
Le territoire a notamment été décrit comme « un petit triangle boueux le long du Nil, ... une chaine de fortins désolés en terre battue » et avec une « forme de patte de mouton ».
Lado était la plus importante localité de l'enclave, devant Yei, un poste fortifié sur la rivière Yei. La station la plus septentrionale était Kiro, sur la rive occidentale du Nil, environ 19 kilomètres au nord de la station britannique de Mongalla (en). Le voyageur britannique Edward Fothergill visita le Soudan vers 1901. Installé à Mongala entre Lado au sud et Kiro au nord, mais sur la rive orientale, selon ses dires, « Kiro, la station la plus septentrionale du Congo sur le Nil, est propre et charmante. Lado, la station suivante, est encore plus belle ». Cependant, il indiqua que bien que les constructions étaient de qualité, elles étaient trop concentrées.
Bien qu'une partie importante de la population était indigène, de nombreux Bari choisirent de quitter l'enclave, évitant ainsi la souveraineté belge, et s'installèrent sur la rive orientale (soudanaise) du Nil.
L'enclave était une zone d'activité sismique, en particulier aux environs de Rejaf (qui signifie tremblement de terre en arabe). Une faille sismologique s'étend d'un escarpement à l'ouest de Rejaf vers le sud jusqu'au lac Albert. Aucun tremblement de terre majeur ne fut signalé pendant l'existence de l'enclave. Le plus important eut lieu à Rejaf le 14 mai 1914. Il mit à terre la plupart des maisons de la ville.

### Faune et flore
L'enclave était particulièrement connue pour ses importantes hardes d'éléphants qui attirèrent des chasseurs de safari du monde entier. De 1910 à 1912, des chasseurs vinrent dans l'enclave et abattirent des milliers d'éléphants jusqu'à ce que les autorités soudanaises puissent prendre le contrôle de la zone L'un des plus meurtriers fut l'aventurier écossais W. D. M. Bell (en).
Les hippopotames étaient décrits comme « extrêmement nombreux et particulièrement envahissants » dans l'enclave, mais ils étaient pratiquement exterminés lorsque le territoire revint aux Britanniques.
En 1912, le naturaliste reconnu Edgar Alexander Mearns visita l'enclave lors d'une expédition à travers l'Afrique orientale pour découvrir de nouvelles espèces, et signala une nouvelle sous-espèce de Courvite de Temminck sur ce territoire.

## Sources
- Ascherson, N. (2001) The King Incorporated: Leopold II in the Age of Trusts, Granta Books.  (ISBN 1-86207-290-6).
- Canby, C. (1984) The Encyclopaedia of Historic Places, vol. 1., Mansell Publishing: London.  (ISBN 978-1-59339-837-8).
- Churchill, W. (2015) My African Journey, CreateSpace Independent Publishing Platform.  (ISBN 978-1515035985).
- Cohen, S. (1998) The Columbia Gazeeter of the World, Columbia University Press: New York.  (ISBN 0 231 11040 5).
- Collins, R.O. (1960) The transfer of the Lado Enclave to the Anglo-Egyptian Sudan, 1910, Zaïre: revue congolaise, Vol. 14, Issues 2-3.
- Decker, A.C. (2014) In Idi Amin’s Shadow : Women, Gender, and Militarism in Uganda, Ohio University Press: Athens, Ohio.  (ISBN 9780821445020).
- Emerson, B. (1979) Leopold II of the Belgians, Weidenfeld & Nicolson: London.  (ISBN 0 297 77569 3).
- Degefu, G.T. (2003) The Nile: Historical, Legal and Developmental Perspectives, Trafford Publishing: Victoria.  (ISBN 1-4120-0056-4).
- Flint, J.E. (ed.) (1976) The Cambridge History of Africa, vol. 5. From 1790 to 1870, Cambridge University Press: Cambridge.  (ISBN 0521-20701-0).
- Gleichen, A.E.W. (ed.) (1905) The Anglo-Egyptian Sudan: A Compendium prepared by officers of the Sudan Government, Harbisons & Sons: London.
- Gray, R. (1961) A History of the Southern Sudan 1839-1889, Oxford University Press: Oxford.
- Hemingway, E. (1999) True at First Light, Scribner: New York.  (ISBN 0 7432 4176 2).
- Hill, R.L. (1967) A Biographical Dictionary of the Sudan (2nd Edition), Frank Cass and Company, Ltd: London.
- Holt, P.M. & Daly, M.W. (1988) A History of the Sudan, 4th ed., Longman: London.  (ISBN 0 582 00406 3).
- Hochschild, A. (1999) King Leopold's Ghost, Mariner Books.  (ISBN 0-618-00190-5).
- Ingham, K. (1962) A History of East Africa, Longmans: London.
- Lake, M. (2006) Memory, monuments and museums, Melbourne University Press: Melbourne.  (ISBN 9 780 52285250 9).
- Middleton, J. (1971) Colonial rule among the Lugbara in Colonialism in Africa, 1870-1960, vol. 3., (ed. Turner, V.), Cambridge University Press: Cambridge.  (ISBN 0521-07844-X).
- Moorehead, A. (1960) The White Nile, Dell: New York.
- Oliver, R. & Sanderson, G.N. (1985) The Cambridge History of Africa, vol. 6: From 1870 to 1960, Cambridge University Press: Cambridge.  (ISBN 0-521-228034).
- Pakenham, T. (1991) Scramble For Africa, Harper Perennial.  (ISBN 0-380-71999-1).
- Smith, W. (2011) Elephant Song, Pan Books: London.  (ISBN 978 0 330 46708 7).
- Stenger, S.J. (1969) The Congo Free State and the Belgian Congo before 1910, in Colonialism in Africa, 1870-1960, vol. 1, (ed. Gavin, L.H. & Duignan, P.) Cambridge University Press: Cambridge.  (ISBN 0-521-07373-1).
- Taylor, A.J.P. (1950) Prelude to Fashoda: The Question of the Upper Nile, 1894-5, The English Historical Review, Vol. 65, No. 254, Oxford University Press: Oxford.
- Wack, H.W. (1905) The Story of the Congo Free State: Social, Political, and Economic Aspects of the Belgian System of Government in Central Africa, G. P. Putnam's Sons: New York.
- WorldStatesmen: The Sudan